# Осташинский, Элияху
Элияху Осташинский (1870, Осташин, Минская губерния — 1951, Израиль) — один из лидеров первой алии.

## Биография
Родился в местечке Осташин (ныне Кореличский район, Гродненская область, Белоруссия) в семье богатого земельного арендатора Эльякима Гецеля Осташинского. В 1891 эмигрировал в Эрец-Исраэль. Сперва жил в Ришон-ле-Ционе, затем в Петах-Тикве. Около двадцати лет входил в правление Ришон-ле-Циона, из них 13 лет в качестве председателя местного управления.
Им был выкуплен участок в Кфар-Саве. На протяжении многих лет занимал пост главы комитета деревни. В 1937 был назначен первым мэром поселения и служил в этой должности до 1939.
Его именем названа улица в Кфар-Саве.